# 698 Ernestina
Ernestina (asteróide 698) é um asteróide da cintura principal com um diâmetro de 27,03 quilómetros, a 2,5591508 UA. Possui uma excentricidade de 0,1080713 e um período orbital de 1 775,17 dias (4,86 anos).
Ernestina tem uma velocidade orbital média de 17,58368345 km/s e uma inclinação de 11,52318º.
Esse asteróide foi descoberto em 5 de Março de 1910 por Joseph Helffrich.